# Чехословацкий легион в Италии

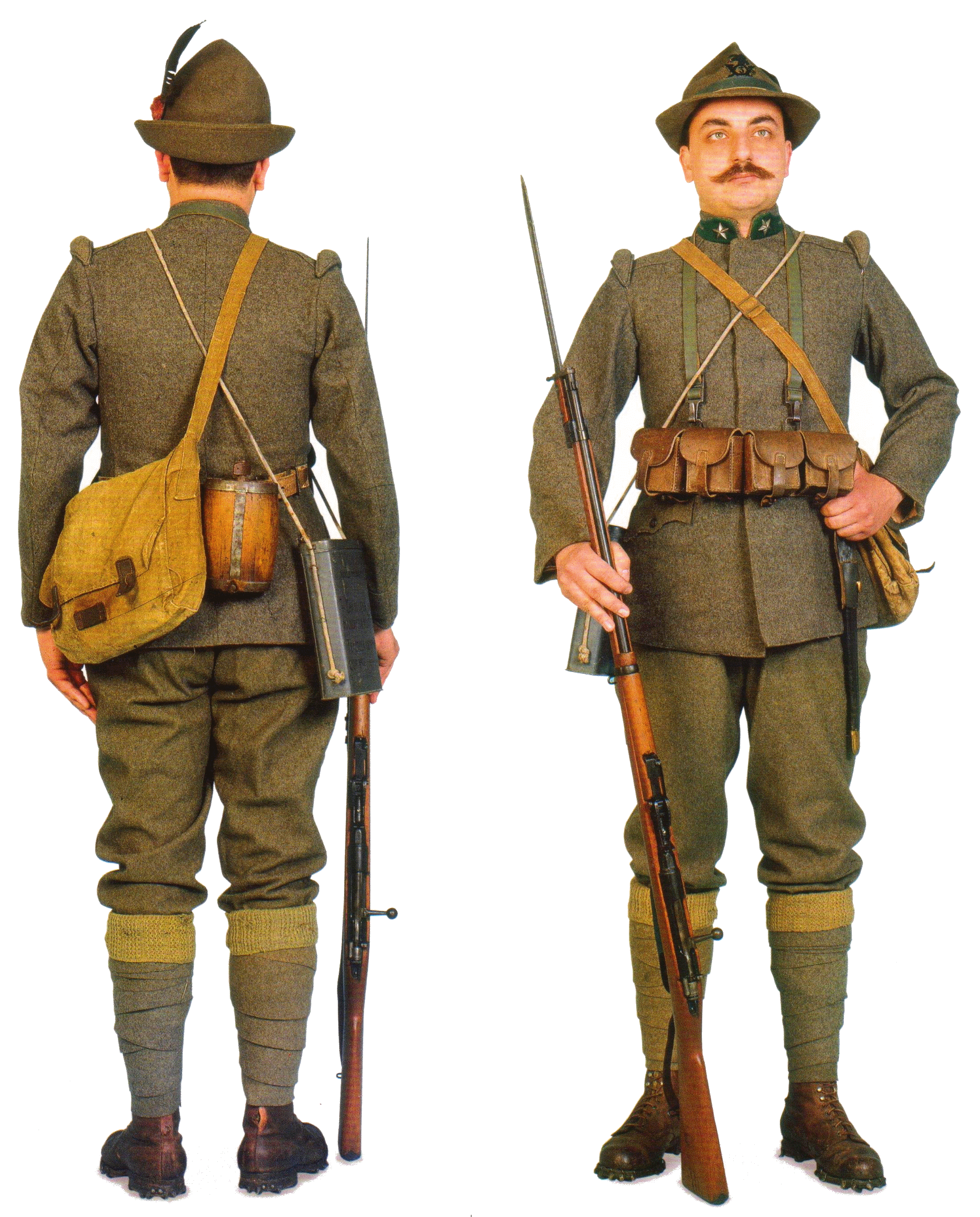
Униформа Альпини, которую носил чехословацкий итальянский легион

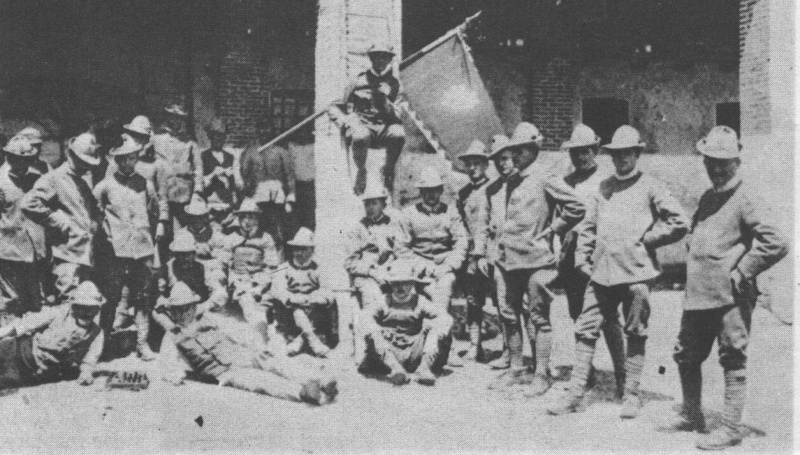
Солдаты чехословацкого легиона в Италии

Чехословацкий итальянский легион — легион чехословацких добровольцев, сформированный в конце Первой мировой войны. Первая официальная группа чехословацких добровольцев ( чеш. Československý dobrovolnický sbor ) формировалась в итальянских лагерях для военнопленных в Санта-Мария-Капуа-Ветере, близ Неаполя и выросли в Падуле в близи Салерно. В январе 1918 года было получено одобрение от штаба 6-я армии Италии на формирование разведывательных отрядов состоящих из чехословацких и южнославянских добровольцев. В сентябре 1918 года из добровольческих разведывательных отрядов был сформирован 39-й полк Чехословацкого итальянского легиона. В апреле и мае 1918 г. было сформировано несколько полков чехословацкого итальянского легиона:
- 31-й полк в Перудже (полковник. Чаффи)
- 32-й полк в Ассизи
- 33-й полк в Фолиньо (майор. Сагоне)
- 34-й полк в Сполето (полковник. Гамби)
- 35-й полк был сформирован в октябре 1918 года из новых чехословацких военнопленных в Италии.

Чехословацкий итальянский легион был организован в две дивизии: 6-я дивизия, в состав которой входили 31-й, 32-й и 35-е полки; и 7-я дивизия, в состав которой входили 33-й, 34-й и 39-е полки. Общая численность обеих дивизий составляла около 25,000 тысяч человек. Чехословацким итальянским легионом командовал генерал Андреа Грациани, а затем генерал Луиджи Пиччоне. После войны Легион был репатриирован в свой дом в 1919 году, большинство солдат легиона отправились в Словакию, чтобы участвовать в Чехословацко-венгерской войне.

## Предыстория
Формирование Чехословацкого итальянского легиона было обусловлено усилиями чехословацкого сопротивления: Миланом Штефаником,Томашем Масариком и Эдвардом Бенешем - видными деятелями чехословацкого движения независимости от Австро-Венгрии. Эти идеи привели к образованию Чешского заграничного комитета (в 1915 г.). Затем Чешский комитет за границей стал Чехословацкий национальный совет.

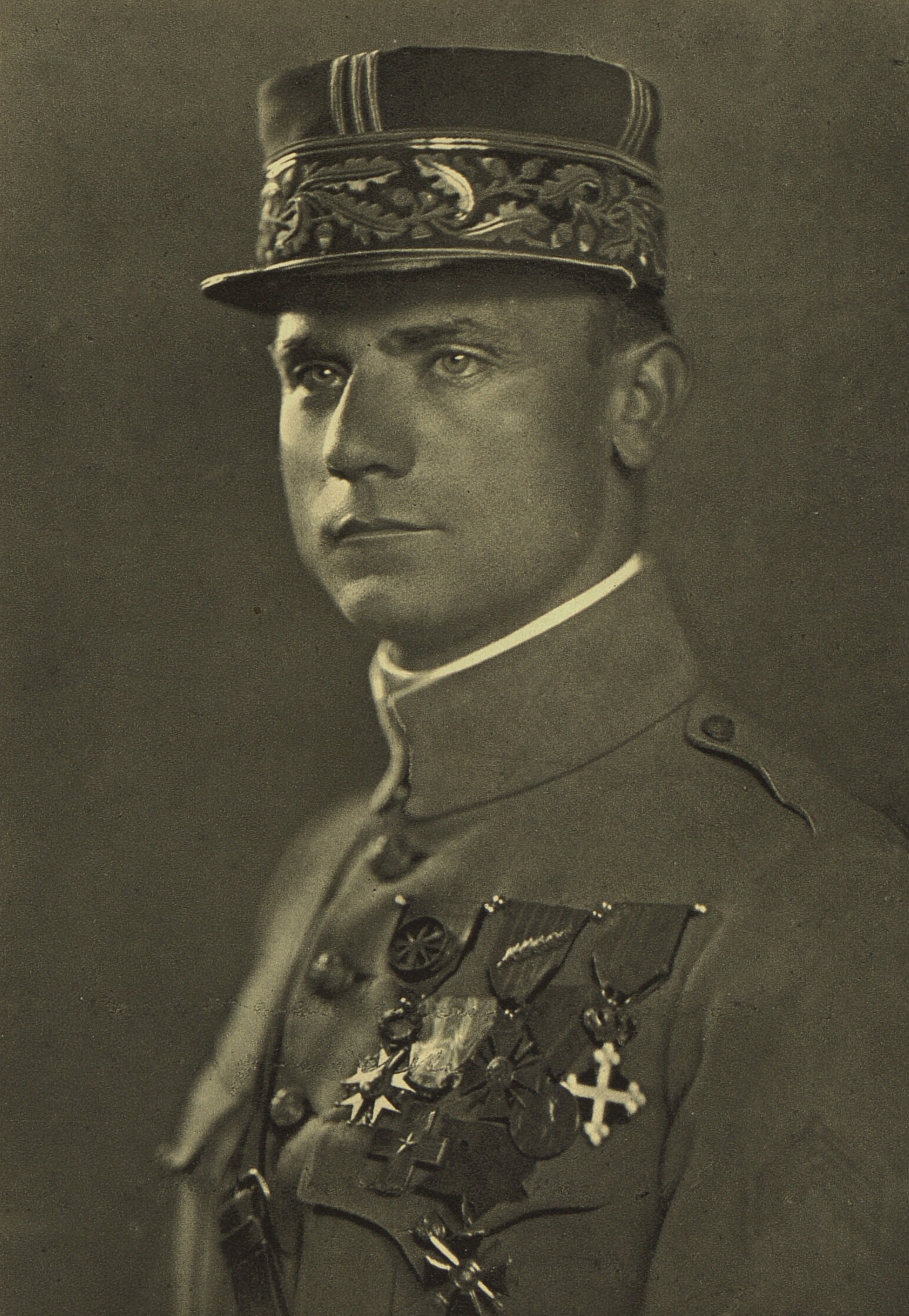
Генерал Штефаник

Штефаник, получивший французское гражданство в 1912 году, был одним из тысяч экспатриантов чехословаков , которые добровольно сражались на стороне Франции в августе 1914 года.
Аналогичная волонтерская деятельность началась в России. Под руководством Масарика в августе 1914 года чешские иммигранты попросили Россию принять чехословаков в Российскую армию, там они образовали дружину. В это время в России проживало и работало около 70,000 тысяч чехословаков. Дружины были развернуты в качестве разведывательных подразделений, а также занимались пропагандистской кампанией, чтобы убедить своих соотечественников, призванных в австро-венгерскую армию, дезертировать. Под руководством Штефаника большое количество чехословаков дезертировало на русский фронт и сформировало Чехословацкий легион. Позже эти силы были дополнены чешскими и словацкими военнопленными.
Движение «Сокол» также произвело большое влияние на членов чехословацкого легиона .

## Чехословацкий добровольческий корпус в Италии до 1918 г.
Чехословацкий легион в Италии отличался от аналогичных легионов в Франции или в России. Во-первых, в Италии проживало лишь небольшое количество экспатриантов чехословаков. Во-вторых, итальянцы поздно вступили в войну, объявив войну в мае 1915 года Австро-Венгрии (но не Германии до 28 августа 1916 года). Основная причина присоединения в войну итальянцев заключалась в том, чтобы аннексировать италоязычные территории Австрии, в них входила Истрия и Далмация. Эти земли также были заселены славянскими народами, поэтому для Италии играла важность поддержка от чехословаков. По окончании войны было создано Государство словенцев, хорватов и сербов которое позже вошло в Югославию, что привело к конфликту с итальянцами. В общем, в 1916–1917 гг. В Италии в качестве военнопленных находилось большое количество вражеских комбатантов, которыми также являлись чехословаками. Эти военнопленные должны были вступить в легион.
Начиная с апреля 1916 года во время политико-дипломатического визита в Италию, Милан Штефаник продолжал продвигать дело Чехословакии за независимость, создавать основу для ее поддержки и подключал силы для формирования вооружённых сил для поддержки союзников. Из-за вышеупомянутых геополитических соображений итальянцы сопротивлялись созданию Чехословацкого легиона. В любом случае были задокументированы случаи дезертирства чехословаков из легиона. В 1916 году Вацлав Пан помогал 2-й итальянской армии. Позже в том же году Яромир Вондрачек (командир роты) сыграл решающую роль в успехах 3-й армии Италии в войне. Тем летом произошло событие, которое заставило многих итальянцев поменять своё мнение к чехословацкому легиону.
11 августа 1916 года чешский офицер Франтишек Главачек покинул свой пост в Изонцо во время битвы при Гориции и продемонстрировал итальянским полевым командирам и офицерам разведки полезность чехословацкого легиона. У Главачека была информация о наступлении на стадии планирования, эта информация касалась Баньшское плато. Первоначально итальянцы ничего не сделали с информацией Главачека, и его отправили в офицерский лагерь для военнопленных недалеко от Биббьены. Позже, несколько месяцев спустя, в апреле 1917 года, он был отозван в штаб 2-й армии генерала Пьетро Бадольо в Кормонсе для уточнения плана. Хотя в то время из плана ничего особенно не вышло, локальная операция по плану, которая все же состоялась, заставила врасплох Австро-Венгерские силы,  когда целый батальон чешских войск перешел на сторону итальянцев. Достаточно скоро итальянские офицеры поверили, что полномасштабное наступление на Баньшское плато было запланировано, и в этот период Главачек стал первым военнопленным, фактически освобожденным из плена. Атака на Баньшское плато была главной целью Одиннадцатой битвы при Изонцо, в которой победила Италия. Главачек был награжден военным крестом, а позже лоббировал создание Чехословацкого легиона в Италии.

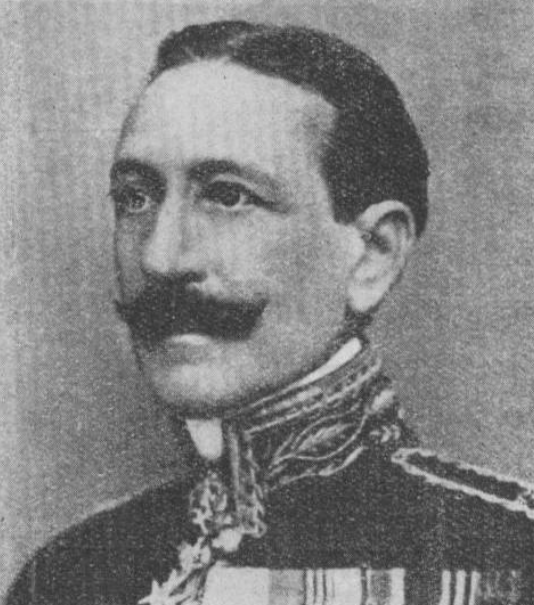
Принц Пьетро Ланца

Положительная реакция от итальянских политиков дала заместителю Пьетро Ланце, 11 января 1917 г. принц Скалея, при покровительстве ассоциации Данте Алигьери сформировал «Итальянский комитет за чехословацкую независимость».
Таким образом, чехословацкие разведчики вступили в бой в составе итальянских войск как Esploratori Cecoslovacchi. Также, как и в России, они занимались пропагандистской работой, чтобы убедить своих соотечественников, призванных в австро-венгерскую армию, дезертировать.

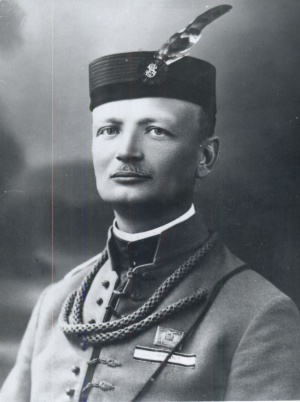
Ян Чапек

В конце 1916 года в Италии началось создание лагерей для интернированных по национальному признаку, а к началу 1917 в Италии находилось значительное количество чешских и словацких военнопленных. Недалеко от Неаполя, а именно в Санта-Мария-Капуа-Ветере находился один из лагерей для чехословаков. Там же был создан Чехословацкий добровольческий корпус под руководством лидера Сокола Яна Чапека. Другой лагерь находился в Чертоза-ди-Падула недалеко от Салерно, и в 1916-1918 годах он стал местом интернирования более 10 000 чехословацких военнопленных. Данный лагерь стал центром для чехословацких добровольцев.
В 1917 году усилия чехословаков дезертиров начали давать свои плоды. Это было опубликовано в итальянской газете La Stampa:
… от Австро-Венгерского капитана словенской национальности Людевита Пивко, … В Трентино в 1917 году Пивко и другие начали прощупывать линию фронта и с большим риском достигли итальянских окопов, чтобы встретиться с «капитаном Финци» ( псевдоним майора Петторелли Лалатты), офицера секретных служб. Австрийцы объяснили, что хотят подобрать яблоки, брошенные на нейтральной полосе, и избежать дружественного огня. Утром небольшая группа офицеров вернулась на свои позиции захватив корзины с яблоками для всех. Пивко встретил Финци" несколько раз, и вместе они разработали и подписали соглашение о дезертирстве. … План Пивко состоял в том, чтобы доставить в Италию боснийский батальон ландштурма, дислоцированный в Карцано, после того, как убедит всех солдат этой группы подчиниться, в этом плане находились множество чехов: таким образом, итальянцы смогут пройти через австро-венгерские позиции, прорвав Вальсугану в Тренто. Таким образом, целая имперская армия осталась бы изолированной от своих территорий, и в Карцано стало бы возможным большое и решающее сражение. Но эта невероятная возможность была упущена из-за недоверия и колебаний среди итальянской армии, из-за чего они остановили попытку прорыва. Так, осенью 1917 года Италия собрала значительное число беженцев чешского и словенского происхождения, в том числе и Пивко, которым однако не позволили сформировать иностранный легион по французскому образцу. Словенские перебежчики привезли итальянскую форму с особыми знаками и получили задание от признания территорий итальянскими до пропаганды среди приграничного населения. С формальной точки зрения они были военнопленными с особым статусом: свободно передвигались, пользовались железными дорогами и получали финансовую помощь.

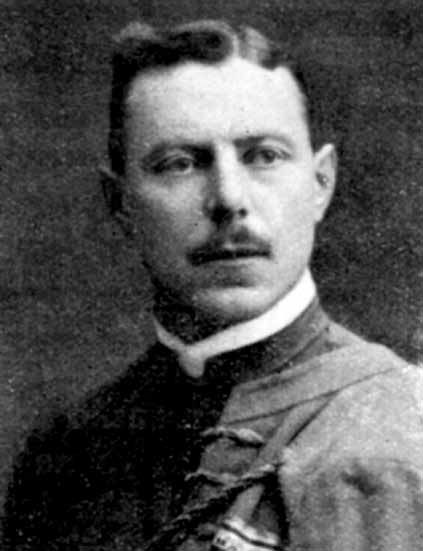
Капитан Людевит Пивко - 1917 г.

Подразделения "Esploratori" были ограничены разведывательными, пропагандистскими и другими оборонительными задачами, а позже они стали 39-м полком Чехословацкого итальянского легиона.
Однако разгромное поражение итальянцев в Битве при Капоретто в 1917 году полностью изменило жизнь чехословаков в Италии.

## Создание Чехословацкого легиона после поражения при Капоретто.
21 апреля 1918 года премьер-министр Италии Витторио Эмануэле Орландо вместе с военным министром Витторио Итало Зупелли подписали соглашение о создании Итальянского чехословацкого легиона, со стороны Чехословацкого национального совета на подписании находился Штефаник. Во время переговоров генерал Штефаник сказал премьер-министру: «Я ничего от вас не прошу, кроме как позволить нашему народу умереть за свои идеалы». И 24 мая Штефаник получил от Орландо знамя Легиона на торжественной церемонии в Витториано в Риме.

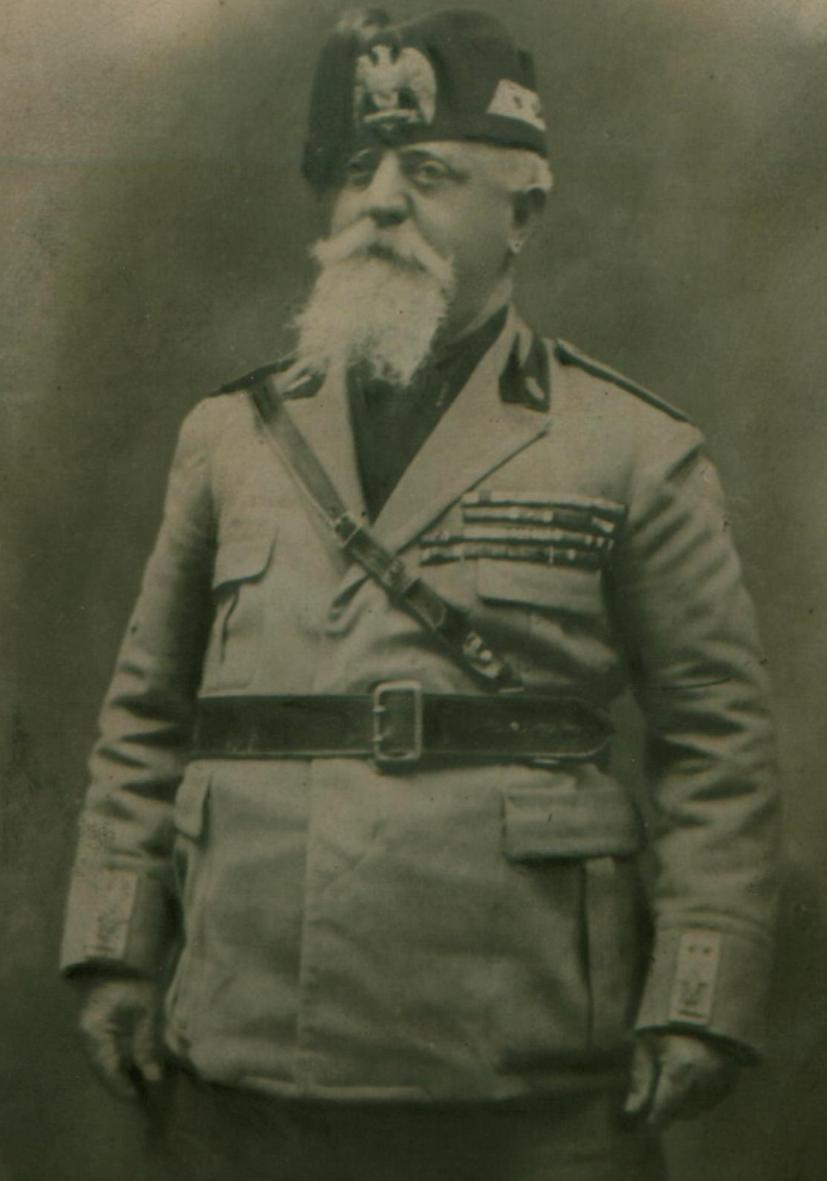
Генерал Андреа Грациани

Из рабочих батальонов было сформировано четыре пехотных полка с численностью в 13,653 солдата и 489 офицеров, которые затем объединились в две бригады, получив название Шестой чехословацкой дивизии. Эта дивизия была передана под командование генерал Андреа Грациани.
Шестая чехословацкая дивизия была дислоцирована на Эвганейских холмах. Однако некоторые разведывательные батальоны были задействованы в битве при Пьяве в июне 1918 года. Ян Чапек погиб в этом сражении в свой день рождения, 17 июня.
Вскоре чехословацкие полки и дивизии были задействованы в важных битвах итальянского фронта. После июня Легион участвовал в битвах при Монте-Вальбелла, Монте-Асолоне и Чима-Тре-Пецци. Начиная с 18 августа 1918 года перед Легионом встала задача защищать сектор горы Альтиссимо-ди-Наго, между озером Гарда и рекой Адидже. В этой местности Легион, в сентябре 1918, участвовал в битве при Доссо-Альто.
В октябре 1918 года, чехословацкий легион находился в резервах во время Битвы при Витторио-Венето. Вскоре после этого 3 ноября 1918 года было заключено перемирие в Вилла-Джусти, завершившее боевые действия в Италии.

## Чехословацкий итальянский легион в послевоенное время
Ещё во время битвы при Витторио-Венето, 28 октября, Чехословакия провозгласила свою независимость от Австро-Венгрии. К началу декабря войска Чехословацкого корпуса под командованием генерала Луиджи Пиччоне с 26 ноября 1918 года, были сосредоточены в Падуе готовясь к репатриации. 8 декабря король Виктор Эммануил III, президент Чехословацкой Республики Томаш Гарриг Масарик  и командующий итальянской армией генерал Армандо Диас провели смотр легиона в Прато-делла-Валле перед их репатриацией.

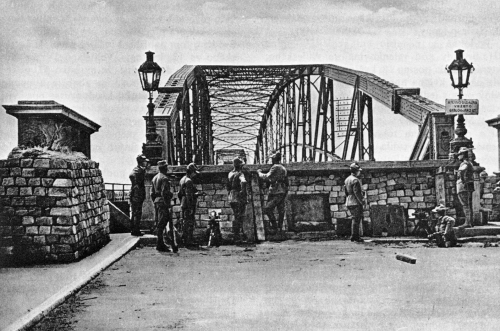
Чехословацкий легион из Италии в Комарно (май 1919 г.)

В тот день войска легиона начали покидать Италию, перебрасываясь в Словакию вдоль границы с Венгрией. В Кромержиже, генерал Пиччоне вновь был назначен командующим 6-й и 7-й дивизий. По сути, Пиччоне руководил чехословацкой армией.
Однако в то время происходили пограничные инциденты. В Тешинский горнорудный бассейн, пришли Словацкие войска, чтобы поддержать основные силы и отразить атаку поляков. Этими словацкими силами был 35-й полк из Италии, возглавляемый полковником Гразелли, который позже был поддержан еще одним полком из Италии.
Тем не менее основная задача итальянского легиона заключалась в охране демаркационной линии, цель которой заключалась в временной замене Словацко-венгерской границы. Демаркационная линия была установлена и согласована министром иностранных дел Чехословакии Эдвардом Бенешем в Париже
Генерал Пиччоне разделил демаркационную линию на два участка. Западный участок, от реки Морава до Жданы занимала 7-я легионерская дивизия под командованием генерала Бориани, а восточный участок занимала 6-я легионерская дивизия под командованием генерала Росси.
1 января 1919 года легионерские войска взяли под свой контроль Братиславу, военным командующим города был назначен Риккардо Баррека. В ходе нескольких столкновений погибло около девяти венгерских демонстрантов, Баррека также получил ранение. Итальянские офицеры продолжали помогать в операциях против венгров во время венгерско-чехословацкой войны.
После января 1919 года Французская военная миссия на территории Чехословакии была начата, главой миссии был назначен Морис Пелле. После некоторых разногласий с итальянцами командующими чехами в Словакии. Генерал Пиччоне не считал согласованную демаркационную линию выгодной с военной точки зрения, поэтому он решил выдвинуть свои войска на юг, в Венгрию. Хотя он уведомил венгерское правительство, 16 января 1919 г. он продвинулся вперед, прежде чем получить какой-либо ответ. Венгры не согласились с новой демаркационной акцией. По приказу чехословацкого правительства Пиччоне отступил на первоначальную демаркационную линию. 4 июля 1919 года, президент Масарик заменил Пиччоне на Пелле, таким действием он по сути разорвал связи Италии с Легионом.
Цель французской военной миссии заключалась в том, чтобы объединить все существующие чехословацкие Иностранные легионы с базовыми частями армии и разработать профессиональный командный фундамент. 15 октября 1919 г. был официально сформирован главный штаб Чехословацкой армии. Французские офицеры были назначены командирами нескольких дивизий и управляющими территориями. Со временем на территории Чехословакии насчитывалось около 200 французских унтер-офицеров, более 100 офицеров и 19 генералов. Генерал Пелле и его непосредственная замена, генерал Юджин Миттельхаузер были первыми начальниками штаба чехословацкой армии.

## Рекомендации
1. ↑  Dziak, Major Robert, Army of the Czech Republic, The Czechoslovak Legions in World War I, Thesis for Master of Military Studies, Marine Corps University (2012)
2. ↑  Benes, Edvard, My War Memoirs, Translated by Paul Selver, Houghton Mifflin, 1928, pp. 81-83, 90.
3. ↑  At that time about 10,000 Czechs and Slovaks were students or others living or working in France. See, Bullock, David, The Czech Legion 1914-20, Osprey (2009), p. 10.
4. ↑  (cs) Preclík, Vratislav. Masaryk a legie (Masaryk and legions), váz. kniha, book 219 pages, first issue vydalo nakladatelství Paris Karviná, Žižkova 2379 (734 01 Karvina, Czech Republic) ve spolupráci s Masarykovým demokratickým hnutím (in association with the Masaryk Democratic Movement, Prague), 2019, ISBN 978-80-87173-47-3, pages 36 - 39, 41 - 42, 106 - 107, 111-112, 124–125, 128, 129, 132, 140–148, 184–209.
5. ↑  Cornwall, Mark, The Undermining of Austria-Hungary: The Battle for Hearts and Minds, Basingstoke, Macmillan (2000), p.126
6. ↑  Cornwall (2000), pp.126-127
7. 1 2  Alessandro Bonvini. Quando la Certosa di Padula diventò campo di prigionieri (итал.). La Citta (2 июня 2015). Дата обращения: 18 августа 2023. Архивировано 18 августа 2023 года.
8. ↑  Hanzal, W., Il 39° Reggimento esploratori cecoslovacco sul fronte italiano, Roma: Stato Maggiore dell'Esercito-Ufficio Storico, 2009, pp. 16-17.
9. 1 2 3  Dziak, The Czechoslovak Legions in World War I
10. ↑  http://www.buongiornoslovacchia.sk/index.php/archives/33497 Архивная копия от 18 августа 2023 на Wayback Machine Edvard Benes visited the camp in September 1917.
11. 1 2  Buogiorno Slovacchia. Дата обращения: 2 июня 2018. Архивировано из оригинала 9 сентября 2018 года.
12. ↑  Dalla Slovenia con Ardore" by Demetrio Volcic Архивная копия от 9 сентября 2018 на Wayback Machine La Stampa. (in Italian) 31 January 2011
13. ↑  Bullock, The Czech Legion 1914-20
14. ↑  Becherelli, Volunteers against Austria-Hungary: The Czechoslovak Legion in Italy
15. ↑  La Citta, Quotidano di Salerno e Provincia 2 giu 2015
16. ↑  Preclík, Vratislav. Masaryk a legie (Masaryk and legions), váz. kniha, 219 pages., vydalo nakladatelství Paris Karviná, Žižkova 2379 (734 01 Karviná, Czechia) ve spolupráci s Masarykovým demokratickým hnutím (Masaryk Democratic Movement, Prague), 2019, ISBN 978-80-87173-47-3, pages 101-102, 124–125, 128, 129, 132, 140–148, 168- 169, 184–190.
17. ↑  http://www.lagrandeguerrapiu100.it/la-legione-cecoslovacca-e-litalia-czechoslovak-legion-and-italy (недоступная+ссылка). Also see Somigliana, L., La Legione italo-czeco-slovacca in Slovacchia, in La Vita Italiana, XXII, CCLIV, maggio 1934
18. ↑  Vojenske zabezpecenie Slovenska. Дата обращения: 18 августа 2023. Архивировано 18 августа 2023 года.
19. ↑  Kelly, C., and Laycock, S., Italy Invades: How Italians conquered the world, Book Publishers Network, Bothell, WA (2016)
20. ↑  Kalendárium: 20. ledna 1919 – dokončeno osvobozování Slovenska čs. armádou a dobrovolníky. Дата обращения: 18 августа 2023. Архивировано 31 марта 2023 года.
21. ↑  Wandycz,P., France and her Eastern Allies 1919-1925, University of Minnesota Press, Minneapolis (1962)